# Tineovertex sartoria
Tineovertex sartoria is een vlinder uit de familie van de echte motten (Tineidae). De wetenschappelijke naam van de soort werd als Tinea sartoria in 1911 gepubliceerd door Edward Meyrick.